# Trompe de Chasse

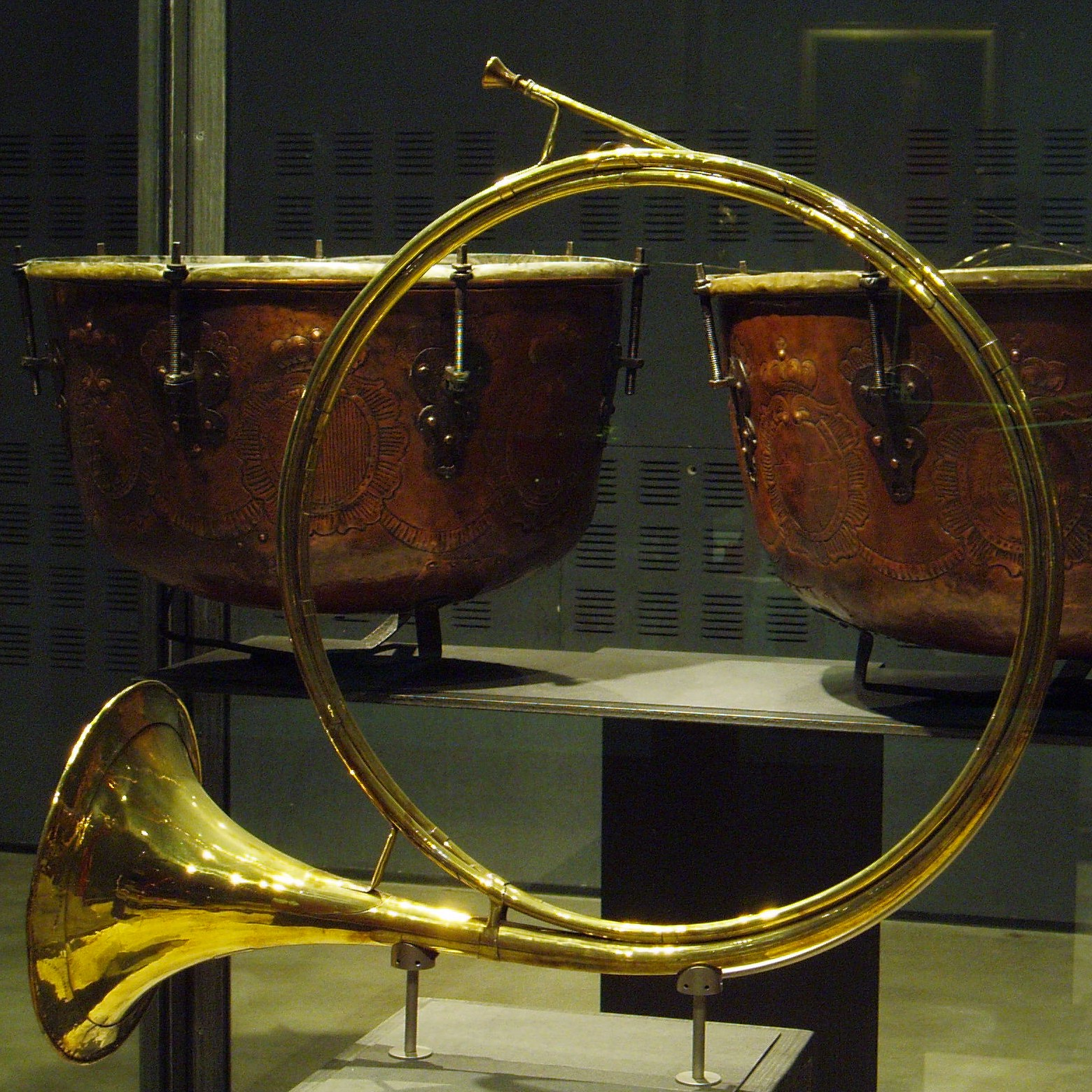
Französische Trompe de Chasse (18. Jahrhundert)

Die Trompe de Chasse (wörtlich: „Jagdhorn“) ist das französische Parforcehorn als Jagdhorn, das zur Kommunikation der Jagdteilnehmer während einer chasse à courre, der Parforcejagd, eingesetzt wird.

## Geschichte
Jagdmusik ist in Frankreich schon aus frühester Zeit bekannt und ebenso das klassische französische Jagdhorn. Nachweislich wurde diese Art der Musik hier am meisten gepflegt und weiterentwickelt.
Ursprünglich war das Jagdhorn ein reines Kommunikationsinstrument. Es diente Schäfern, Falknern, Jägern und Jagdreitern dazu, Aufmerksamkeit zu erregen, Alarm zu schlagen oder durch Jagdhornsignale einfache Botschaften zu übermitteln.
Die Übermittlung einfacher Botschaften durch Jagdhornsignale ist bei Gesellschaftsjagden bis heute üblich.
In der Jagdreiterei war das Horn mit seinem großen, durchdringenden und dadurch kilometerweit hörbaren Ton ein Mittel, den Jagenden den aktuellen Verlauf der Jagd zu melden. Für jede Bewegung von Mensch und Tier gibt es in der Jagdreiterei eine geeignete Fanfare. Außer dem L'HALLALI SUR PIED und L'HALLALI PAR TERRE kennt man im französischen Sprachraum allerdings keine Totsignale. Es handelt sich vielmehr um reine Sichtsignale. Überdies lassen sich die Hunde durch die oft als aggressiv empfundene Musik zu eifrigerer Arbeit anregen.

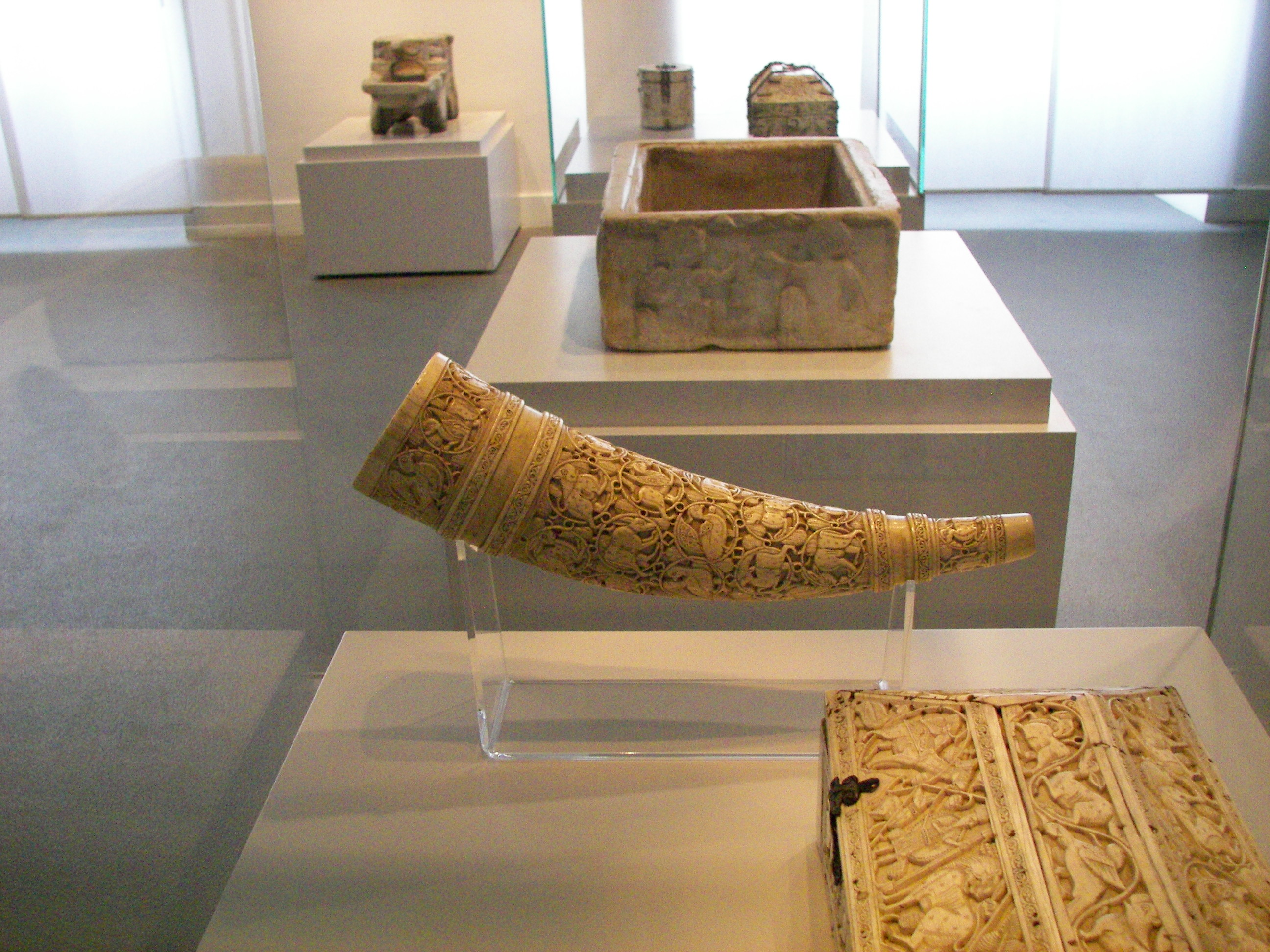
Von muslimischen Kunsthandwerkern in Süditalien hergestellter Olifant im Pergamonmuseum, Berlin, 11.–13. Jahrhundert

Ursprünglich verwandte man zur Jagd kleinere Hörner (huchets) aus Tierhorn, die an den Hüften getragen wurden. Diese hatten auch beim Militär die Aufgabe, mit ein und demselben Ton Signal zu geben. Eine Form nannte man Olifant, eine mittelalterliche Elfenbeintrompete.
Im 16. Jahrhundert begann die Geschichte des uns überlieferten Jagdhornes. Durch die Geschicklichkeiten der Instrumentenbauer, mit den Metallbearbeitungsmöglichkeiten und den Anforderungen, die an die Blasinstrumente gestellt wurden, baute man fünf- und sechseckige Hörner, die man an einem Band trug. Der Ton ging nach vorn heraus. Die ersten Rundhörner hatten einen großen Bogen, der sich um den gesamten Körper des Jägers schlingen konnte. Der Tonaustritt war jetzt nach hinten heraus.
Aus dem damaligen Jagdwaldhorn entwickelte sich unter anderem das Waldhorn, das Barockhorn, das Inventionshorn, die verschiedenen Ventilhörner und parallel dazu das Jagdhorn. Dieses Horn nannte man cor de chasse.
Im Laufe der folgenden 250 Jahre entstanden im französischen Sprachraum bei den Jagdhörnern unterschiedliche Modelle. Sie unterschieden sich in den Baugrößen wie folgt: 1½-windig das Chretien-Jagdhorn, 2½-windig das Dampierre-Jagdhorn, (2½ + 3½)-windig das Dauphin-Jagdhorn und das 3½-windige Orléans-Jagdhorn. Sie waren überwiegend im Tonregister D gestimmt. Die großen Windungen kamen durch die damaligen ausladenden Kopfbedeckungen zustande.
In der Zeit von 1630 bis zum Ende der Herrschaft von Ludwig XVI. hatten diese Jagdhörner bei den höfischen Parforcejagden (chasses à courre) und seinen Festen ihre Blütezeit. Man nannte die verwendeten Jagdhörner damals und nennt sie auch noch heute Parforcehörner, cor par force. Viele der bei den Jagden geblasenen Fanfaren und Musikstücke wurden uns überliefert.
Die Jagdfanfaren wurden und werden noch heute nur von Mitgliedern der Equipage geblasen. Man unterscheidet Fanfaren der Umstände und der Tiere (circonstances et d’animaux). Sie sind klassisch kurz und damit für das Jagdfeld einfach und verständlich. Als weiteres kannte man die Personenfanfaren und die längere konzertante Jagdmusik, die nur nach der Jagd geblasen wurden.
Die heutigen Hörner mit ihrem Glanz kann man als elegant bezeichnen. Sie können durchaus auch als Kircheninstrument für liturgische Lieder und Konzerte verwendet werden und harmonieren mit den Klängen der Orgel.
Die französische Vereinigung aller Trompesbläser, die F. I. T. F. (Fédération Internationale des Trompes de Chasse – s. u.), gegründet 1928, bezeichnet das Blasen der Trompe als „Kunst, die Herz, Seele und Persönlichkeit des Bläsers zum Ausdruck bringt“.

## Begriffsbestimmungen

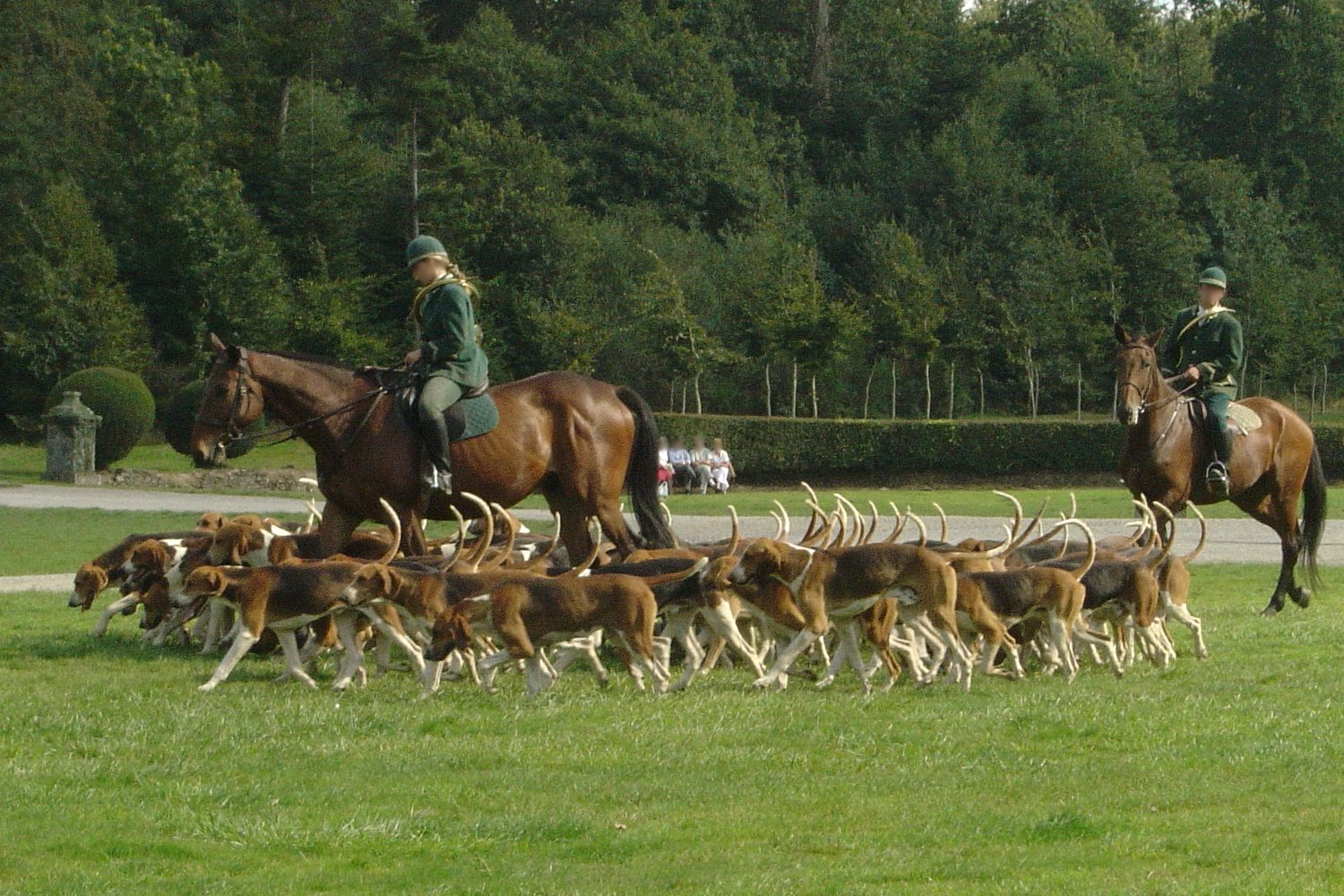
Parforcejagd (chasse à courre); Jäger mit Trompes de chasse und Meute

Bevor das Instrument und dessen Eigenheiten näher beschrieben werden, einige Begriffsdefinitionen vorab. Parforce, wörtlich aus der französischen Sprache übersetzt, heißt „mit Gewalt“. In dem deutschen Sprachgebrauch verstehen wir unter einer Parforcejagd eine Jagd mit Hundemeute und Pferd auf lebendes Wild. Diese Form der Jagdausübung ist in Deutschland aus jagdethischen Gründen verboten, stattdessen werden Schleppjagden auf künstlicher Fährte veranstaltet.
Gehen wir nun mit dieser französisch-deutschen Wortkombination Parforcejagd über die Landesgrenzen zu unseren französischen Nachbarn, so stößt dieser Begriff auf Unverständnis, denn dort heißt diese Jagdart la chasse à courre, wörtlich übersetzt „die Jagd im Lauf“. Es handelt sich um eine selektive Bewegungsjagd.

## Das Instrument
Die Trompe de Chasse ist ein Naturhorn in der Grundstimmung „D“ mit einer Gesamtrohrlänge von 4,54 Meter und einem Tonumfang von etwa drei Oktaven, beginnend beim klingenden D. Der tatsächlich nutzbare Tonumfang hängt unter anderem vom verwendeten Mundstück und der Fähigkeit des Bläsers ab. Die Trompe de Chasse ist ein transponierendes Instrument, klingend D wird als C notiert. Der Ton D, der erste Naturton, wird Pedalton genannt.
Von dem in Deutschland üblichen Parforcehorn unterscheidet sich die Trompe durch eine Reihe von Eigenheiten. Der wesentlichste Unterschied, neben der Grundstimmung, ist das enge Mundrohr der Trompe, durch das sie ihren unverwechselbaren Klang erhält. Außerdem wird die Trompe de Chasse heute üblicherweise in der 3½-windigen Form (Cor d’Orléans) hergestellt, während das Parforcehorn häufiger 2½-windig gebaut wird.

## Verwendung
Das Instrument wird während der Jagd zu Pferd in allen Gangarten, Schritt, Trab und Galopp, geblasen. Verständlicherweise wäre in diesem Fall ein Ventilinstrument nicht zu gebrauchen, da die linke Hand des Reiters mit dem Zügel des Pferdes belegt ist, in der rechten Hand wird das Horn gehalten. Wird das Horn nicht benötigt, so wird es schräg über dem Körper getragen. Kopf und rechter Arm werden durch den lichten Durchmesser der Rohrwindung gesteckt, sodass die Stürze des Instrumentes an der rechten Hüfte des Reiters anliegt, somit sind beide Hände für die Zügelführung frei.

## Klang
Wird man nun als Zuhörer zum ersten Mal mit dem Klang der Trompe de chasse konfrontiert, sei es auf der Jagd, oder im Konzertsaal, so mutet sowohl die Klangcharakteristik als auch die Art der Interpretation der vorgetragenen Melodien recht fremd an. Das hat verschiedene Ursachen. Unser abendländisches Musikempfinden ist vorwiegend auf der temperierten (gleichschwebenden) Stimmung aufgebaut. Bei der Naturtonreihe handelt es sich um eine Partialtonreihe. Wir haben demzufolge bei einigen Tönen (besonders auffallend bei Verbindungen des 7. oder 11. Teiltones mit benachbarten Tönen) das Gefühl, die Naturtöne entsprechen nicht den uns gewohnten Frequenzen. Weiter erscheint uns die „D“-Grundstimmung fremd. In der deutschen jagdlichen Signalsprache sind wir an eine „B“-Grundstimmung gewöhnt. Hinzu kommt bei der Trompe de chasse noch die enge Mensur des Instrumentes, die diesen starken metallischen (obertonreichen) Klang erzeugt.
Ein weiterer befremdlicher Eindruck entsteht durch die Art der Interpretation der Jagdsignale. Was sich oft als nicht gekonnt anhört, ist höchste Perfektion einer nur in Frankreich auf der trompe de chasse dargebrachten Vortragsweise. Man nennt dies den ton de vénerie „Ton der Jagdreiterei“. Die 16 Bestandteile des ton de vénérie hier zu erklären würde den Rahmen dieses Artikels sprengen.

## Blastechnik
Auf zwei hervorstechende Merkmale sei jedoch hingewiesen. Das sind die tayautierten Töne und das extreme Vibrato.
Bei den tayautierten Tönen handelt es sich um eine Imitation des Hundegeläutes der Hundemeute auf dem Instrument, in der Regel um ein übergangsloses kurzfristiges Anheben eines Tones um eine Terz. Wann und wo in einer Melodienführung tayautierte Töne angewandt werden, unterliegt der Gesetzmäßigkeit der im Stil der vénerie interpretierten Melodien. Weiter auffallend ist das extreme Vibrato, auf Französisch „Ondulation“, das die gesamte für dieses Instrument geschriebene Musikliteratur vorschreibt.
All die voran beschriebenen Eigenheiten, die Klangcharakteristik des Instrumentes und die Interpretation der Melodien sind für den Zuhörer zunächst gewöhnungsbedürftig, d. h., man muss sich einhören in die Klangwelt.
Folgendes französische Lied zeugt von der Liebe zu der trompe de chasse: 
J’aime le son du cor le soir au fond des bois,
soit qu’ il chante les pleurs de la biche aux abois,
ou l’adieu du chasseur que l’écho faible accueille
et que le vent du nord porte de feuille en feuille.
Que de fois, seul dans l’ombre à minuit demeuré,
j’ai souri de l’entendre, et plus souvent pleuré!
Car je croyais ouir de ces bruits prophétiques
Qui précédaient la mort des paladins antiques.

## Verbände und Vereine
Der Dachverband der französischen Parforcehornbläser nennt sich F.I.T.F., Fédération Internationale des Trompes de France, mit Sitz in Orléans. Der Verband umfasst weltweit über 2.000 Mitglieder. Die deutsche Landesgruppe zählt rund 100 Mitglieder. Repräsentiert wird die deutsche Landesgruppe seit 2016 durch den Délégué Régional Roger Gilpert. Ziel der F.I.T.F. ist die systematische Ausbildung der Bläser nach den traditionellen Richtlinien und Grundsätzen des Verbandes, ferner das Abhalten von regionalen und internationalen Wettbewerben, den internationalen Gedankenaustausch und Pflege der Freundschaft über die Landesgrenzen hinweg. Detaillierte Informationen zur Historie und zum Kulturgut „Trompe de Chasse“ in Deutschland finden sich bei der Initiative Trompe. Regelmäßige Lehrgänge mit namhaften Ausbildern veranstaltet zweimal jährlich das Forum Jagdmusik.